# Malhação (11.ª temporada)
A décima primeira temporada da série de televisão brasileira Malhação, popularmente chamada de Malhação 2004, foi produzida e exibida pela TV Globo entre 19 de janeiro de 2004 e 14 de janeiro de 2005, em 250 capítulos.
Escrita por Ricardo Hofstetter, com colaboração de Daisy Chaves, Laura Rissin, Paula Amaral, João Brandão, Izabel de Oliveira, Patrícia Moretzsohn, Mariana Mesquita, Alessandra Poggi e Lícia Manzo. Com direção geral de Mário Márcio Bandarra e Roberto Vaz e direção de núcleo de Ricardo Waddington.
Conta com Guilherme Berenguer, Juliana Didone, Marjorie Estiano, Thaís Vaz, Paulo Nigro, Bruno Ferrari, Graziella Schmitt e João Velho nos papéis centrais. A canção "Te Levar", de Charlie Brown Jr., serve como tema da décima primeira temporada.

## Sinopse
Gustavo (Guilherme Berenguer) é um garoto rico, guitarrista de uma banda e encrenqueiro número um da escola. No fundo, ele tem bom caráter e talento. Embora seja de família rica, ele não dá valor ao dinheiro, e sua rebeldia é uma forma de chamar a atenção do pai, Marcelo Henrique (Eduardo Lago), um famoso advogado criminalista, obcecado por trabalho e ausente em casa. Sua relação é melhor com a mãe, Beatriz (Cissa Guimarães), mas ela sofre com as constantes confusões nas quais o filho se envolve. Gustavo tem ainda dois irmãos: Diogo (Humberto Carrão) e Camila (Lara Rodrigues), gêmeos não idênticos, de 12 anos. Ele se envolve numa brincadeira em um estaleiro que acaba em tragédia: Um acidente trágico do jovem Fabrício (Pedro Nercessian) que sofre uma queda e entra em coma.
Por ter como defensor seu pai, um dos melhores advogados do país, é condenado apenas a prestar serviços comunitários. Quem vai parar atrás das grades é Cadu (Bruno Ferrari), irmão mais velho de Letícia, um rapaz revoltado com sua condição social tendo vergonha do trabalho do pai e da mãe. Cadu vai preso. Gustavo escapa da cadeia graças ao pai causando revolta em Letícia. Dessa forma, passa a conviver com Letícia também fora do Múltipla Escolha, já que ela está envolvida em vários trabalhos de assistência social onde ele prestará serviços. Letícia (Juliana Didone) é o oposto de Gustavo: bonita, inteligente e extrovertida, é uma jovem de 16 anos de uma família de poucos recursos. Filha da inspetora do Múltipla Escolha, Lúcia (Tássia Camargo) e do gari José (Ricardo Petraglia), ela estuda no colégio como bolsista. É uma aluna aplicada, ganha o apelido de miss gari por trabalhar com materiais recicláveis, e suas preocupações sociais.
Os dois vivem brigando feito cão e gato e sofrem com as armações de Natasha (Marjorie Estiano), que tem um relacionamento aberto com Gustavo, mas que de Letícia, morre de ciúmes. Em suas armações, conta com a ajuda de Catraca (João Velho). Natasha e Catraca são companheiros de Gustavo na Vagabanda, uma banda de pop rock iniciante e ao passar do tempo, Letícia percebe a transformação do rival, e aos poucos os dois se apaixonam, para desgosto do namorado da moça, Felipe (Jean Fercondini).
Já o Colégio Múltipla Escolha ganha novos ambientes, como uma nova cantina, um deck, uma biblioteca e uma quadra poliesportiva. Ao longo da temporada, a proximidade com Letícia e a natureza do seu trabalho levam Gustavo a amadurecer construindo um romance forte cheio de surpresas e reviravoltas! 

## Elenco
| Intérprete          | Personagem                           |
| ------------------- | ------------------------------------ |
| Guilherme Berenguer | Gustavo da Costa Soares              |
| Juliana Didone      | Letícia Gomes da Silva               |
| Marjorie Estiano    | Natasha Ferreira                     |
| João Velho          | Olavo Ribeiro Junior (Catraca)       |
| Bruno Ferrari       | Carlos Eduardo Gomes da Silva (Cadu) |
| Graziella Schmitt   | Viviane dos Reis Schneider (Vivi)    |
| Thaís Vaz           | Flávia Araújo                        |
| Paulo Nigro         | Murilo Brito                         |
| Sérgio Hondjakoff   | Artur Malta Reymond Lopes (Cabeção)  |
| Daniele Suzuki      | Miyuki Shimahara                     |
| Ícaro Silva         | Rafael Monteiro (Rafa)               |
| Gisele Frade        | Adriana Spinelli (Drica)             |
| Alexandre Slaviero  | Carlos Henrique Soares (Kiko)        |
| Laila Zaid          | Isabel Freitas (Bel)                 |
| Lidi Lisboa         | Aline Coimbra                        |
| Pedro Nercessian    | Fabrício Pereira                     |
| Alex Gomes          | Antônio Marins (TDB)                 |
| Jean Fercondini     | Felipe Saldanha                      |
| Cissa Guimarães     | Beatriz da Costa Soares              |
| Eduardo Lago        | Marcelo Henrique da Costa Soares     |
| Tássia Camargo      | Lúcia Gomes da Silva                 |
| Ricardo Petraglia   | José da Silva (Zé)                   |
| Nuno Leal Maia      | Prof. Paulo Pasqualete               |
| Dalton Vigh         | Prof. Oscar Nunes Medeiros           |
| Íris Bustamante     | Profª. Sabrina                       |
| Vanessa Bueno       | Profª. Cláudia                       |
| Chris Couto         | Profª. Beth Leão                     |
| Charles Paraventi   | Prof. Afrânio                        |
| André De Biase      | Vinícius Lemos                       |
| Bia Montez          | Vilma Ribeiro da Silva               |
| Humberto Carrão     | Diogo da Costa Soares                |
| Lara Rodrigues      | Camila da Costa Soares               |
| Cleslay Delfino     | Wiliam                               |

### Participações especiais
| Intérprete                 | Personagem                               |
| -------------------------- | ---------------------------------------- |
| Martha Mellinger           | Solange dos Reis Schneider               |
| Mônica Torres              | Elisa Saldanha                           |
| Mateus Solano              | Carlos                                   |
| Luiz Guilherme             | Olavo Ribeiro (Olavão)                   |
| Milton Gonçalves           | Juiz                                     |
| Bento Ribeiro              | Marcelinho                               |
| Floriano Peixoto           | Rodrigo Otávio                           |
| Raul Gazolla               | Francisco Roberto                        |
| Stepan Nercessian          | Dr. Gusmão                               |
| Eva Todor                  | Leonora                                  |
| Aline Borges               | Giovana Lima                             |
| Marcos Breda               | Fernando                                 |
| Flávio Bauraqui            | Tião                                     |
| Bruna di Tullio            | Mônica                                   |
| Herbert Bianchi            | Luciano                                  |
| Nilton Bicudo              | James                                    |
| Augusto Zacchi             | Mateus Albuquerque                       |
| Anderson Lau               | Koji                                     |
| José Rubens Chachá         | Calixto                                  |
| Rachel Ripani              | Dominic Saad                             |
| Letícia Medina             | Nininha                                  |
| Karla Tenório              | Jasmim                                   |
| Waldir Gozzi               | Produtor de Natasha                      |
| Paula Pereira              | Silvinha                                 |
| Clara Garcia               | Lélia                                    |
| Larissa Bracher            | Liliane                                  |
| Keruse Bongiolo            | Sofia                                    |
| Flávia Rubim               | Vanessa                                  |
| Élcio Romar                | Delegado Edgar                           |
| Roney Facchini             | Gérard homard                            |
| Sophie Charlotte           | Aluna                                    |
| Daniel Erthal              | Aluno                                    |
| Marcelo Adnet              | Cliente                                  |
| Fábio Junqueira            | Promotor público                         |
| Camilo Bevilacqua          | Advogado                                 |
| Rodrigo Drippe             | Alvinho                                  |
| Otto Jr.                   | Armandão                                 |
| Mariana Spinello           | Cecília                                  |
| Renata Paschoal            | Patrícia                                 |
| Caio Fleischmann           | Ahmed                                    |
| Deyse Rose                 | Joana                                    |
| Débora Almeida             | Ângela                                   |
| Keli Freitas               | Marcela                                  |
| Evelyn Oliveira            | Joana                                    |
| Michel Max                 | Eduardo                                  |
| Luiz Antônio do Nascimento | Zezinho                                  |
| Henrique Taxman            | Sérgio Pereira (Pai de Fabrício)         |
| Manuela do Monte           | Luísa Viana                              |
| Sérgio Marone              | Victor Amorim                            |
| Totia Meireles             | Sandra Viana                             |
| José de Abreu              | Paulo Viana                              |
| Fernanda Vasconcellos      | Betina Sorrento                          |
| Rosamaria Murtinho         | Nair Sorrento (Naná)                     |
| Thiago Rodrigues           | Rapaz No Giga Byte Bernardo Barreto (Be) |

## Exibição
Foi exibida na íntegra pelo canal Viva de 12 de outubro de 2015 a 26 de setembro de 2016, substituindo a 10.ª temporada e sendo substituída pela 12.ª temporada.

### Outras Mídias
Em 11 de setembro de 2023, foi disponibilizada na íntegra pelo Globoplay, como parte do Projeto Resgate.

## Trilha sonora

### Malhação - Nacional

#### Lista de faixas
| N.º            | Título                              | Compositor(es)                                     | Artista(s)              | Duração |  |
| 1.             | "Musa do Verão"                     | Cesar Lemos Karla Aponte                           | Felipe Dylon            | 3:30    |  |
| 2.             | "Só por Hoje"                       | Tico Santa Cruz                                    | Detonautas              | 3:58    |  |
| 3.             | "Solidão a Dois"                    |                                                    | Sukhoi                  | 3:18    |  |
| 4.             | "Me Deixa"                          | Fábio Almeida Ian Duarte                           | Michele Ornelas         | 3:33    |  |
| 5.             | "Amanhã Não Se Sabe"                | Sérgio Britto                                      | LS Jack                 | 4:23    |  |
| 6.             | "Do Seu Lado" (ao vivo)             | Nando Reis                                         | Jota Quest              | 4:39    |  |
| 7.             | "Teto de Vidro"                     | Pitty                                              | Pitty                   | 3:32    |  |
| 8.             | "Sei... Já Não Sei"                 | Caio Marcio                                        | Crase                   | 3:14    |  |
| 9.             | "Pegadas na Lua"                    | Samuel Rosa Humberto Effe                          | Skank                   | 4:33    |  |
| 10.            | "Todo Mundo Quer Cuidar de Mim"     | Paula Marchesini                                   | Brava                   | 3:20    |  |
| 11.            | "Seguindo Estrelas" (ao vivo)       | Herbert Vianna                                     | Os Paralamas do Sucesso | 3:57    |  |
| 12.            | "O Amor É Mais"                     | Liah                                               | Liah                    | 3:56    |  |
| 13.            | "Você Sempre Será"                  | Victor Pozas Alexandre Castilho                    | Marjorie Estiano        | 3:29    |  |
| 14.            | "Nem Sempre o Que Se Quer"          | Nayara                                             | US.4                    | 4:02    |  |
| 15.            | "Eu Sei" (ao vivo)                  | Renato Russo                                       | Legião Urbana           | 3:25    |  |
| 16.            | "Sobre Nós Dois e o Resto do Mundo" | Roberto Frejat Maurício Barros Mauro Santa Cecília | Frejat                  | 3:20    |  |
| Duração total: | Duração total:                      | Duração total:                                     | Duração total:          | 60:17   |  |

### Malhação - Internacional

#### Lista de faixas
| N.º            | Título                                    | Compositor(es)                                        | Artista(s)                   | Duração |  |
| 1.             | "Satisfaction" (Isak Original Edit)       | Alle Benassi                                          | Benny Benassi                | 4:44    |  |
| 2.             | "I Hate Everything About You"             | Adam Gontier                                          | Three Days Grace             | 3:50    |  |
| 3.             | "Behind Blue Eyes"                        | Pete Townshend                                        | Limp Bizkit                  | 4:29    |  |
| 4.             | "Shut Up"                                 | William Adams Jaime Gomez J. Curtis George Pajon Jr.  | Black Eyed Peas              | 4:57    |  |
| 5.             | "Girlfriend" (Pied Piper Remix)           | R. Kelly                                              | B2K com part. de R. Kelly    | 2:56    |  |
| 6.             | "I'm Still in Love with You" (Radio Edit) | Alton Ellis Sean Henriques W. Johnson C. Browne       | Sean Paul com part. de Sasha | 3:29    |  |
| 7.             | "I Miss You"                              | Tom DeLonge Mark Hoppus Travis Barker                 | Blink-182                    | 3:46    |  |
| 8.             | "Don't Tell Me"                           | Avril Lavigne Evan Taubenfeld                         | Avril Lavigne                | 3:22    |  |
| 9.             | "My Immortal"                             | Amy Lee Ben Moody                                     | Gothic                       | 4:12    |  |
| 10.            | "You're the Only One"                     | Maria Mena Arvid Solvang                              | Maria Mena                   | 2:43    |  |
| 11.            | "Here Without You"                        | Brad Arnold Todd Harrell Chris Henderson Matt Roberts | 3 Doors Down                 | 3:53    |  |
| 12.            | "Waste"                                   | Greg Camp                                             | Smash Mouth                  | 3:18    |  |
| 13.            | "Blond Thang!"                            | Fábio Almeida Ian Duarte                              | Babootz & Da Big Boy Daddy   | 3:56    |  |
| 14.            | "I Don't Make You Happy"                  | Phunk Freaks                                          | Phunk Freaks                 | 3:40    |  |
| 15.            | "Piano" (instrumental)                    | Neumann                                               | New Deal                     | 5:29    |  |
| 16.            | "Pause" (instrumental)                    | Natascha Hagen                                        | The Bombers                  | 4:03    |  |
| Duração total: | Duração total:                            | Duração total:                                        | Duração total:               | 63:59   |  |

#### Créditos
Todo o processo de elaboração de Malhação - Internacional atribui os seguintes créditos:
- Fonogramas cedidos por: Building Records (1); BMG Brasil (2 e 8); Universal Music (3, 4, 7, 11 e 12); Sony Music (5 e 10); Warner Music (6); Independente (9, 13, 14 e 16); Up In The Air Produções (15)

Produção
- Seleção de repertório: André Werneck
- Supervisão: Ricardo Waddington, Mario Márcio Bandarra e Roberto Vaz
- Masterização: Julio Carneiro

Encarte
- Direção de arte: Marciso "Pena" Carvalho
- Projeto gráfico: Cristina Cruz
- Fotos: José Pederneiras
- Maquiagem/Cabelo: Acir Carvalhal
- Figurino: Marina de Alcântara
- Atriz: Daniele Suzuki

### Malhação - 10 Anos

#### Lista de faixas
| N.º            | Título                       | Compositor(es)                                                             | Artista(s)        | Duração |  |
| 1.             | "Te Levar"                   | Chorão                                                                     | Charlie Brown Jr. | 3:04    |  |
| 2.             | "Teto de Vidro"              | Pitty                                                                      | Pitty             | 3:32    |  |
| 3.             | "Dias Atrás"                 | Ricardo Galano                                                             | CPM 22            | 4:08    |  |
| 4.             | "Quando o Sol Se For"        | DJ Cléston Fábio Brasil Renato Rocha Rodrigo Netto Tchello Tico Santa Cruz | Detonautas        | 3:30    |  |
| 5.             | "Só Hoje"                    | Fernanda Mello Rogério Flausino                                            | Jota Quest        | 3:31    |  |
| 6.             | "Você Sempre Será"           | Alexandre Castilho Victor Pozas                                            | Marjorie Estiano  | 3:26    |  |
| 7.             | "Tô Nem Aí"                  | Luka Alessandro Tausz Latino Lara                                          | Luka              | 2:34    |  |
| 8.             | "Musa do Verão"              | Cesar Lemos Karla Aponte                                                   | Felipe Dylon      | 3:30    |  |
| 9.             | "Heloísa, Mexe a Cadeira"    | Vinny                                                                      | Vinny             | 3:57    |  |
| 10.            | "Vapor Barato"               | Jards Macalé Waly Salomão                                                  | O Rappa           | 4:22    |  |
| 11.            | "Pegadas na Lua"             | Samuel Rosa Humberto Effe                                                  | Skank             | 4:33    |  |
| 12.            | "Amanhã Não Se Sabe"         | Sérgio Britto                                                              | LS Jack           | 4:23    |  |
| 13.            | "Mais"                       | Dinho Ouro Preto Kiko Zambianchi Alvin L                                   | Capital Inicial   | 3:04    |  |
| 14.            | "Assim Caminha a Humanidade" | Lulu Santos                                                                | Lulu Santos       | 3:28    |  |
| Duração total: | Duração total:               | Duração total:                                                             | Duração total:    | 51:02   |  |

### Outras canções
- "Pretty Baby", de Vanessa Carlton, tema de Letícia (Juliana Didone) e Gustavo (Guilherme Berenguer)
- Canções  da banda fictícia Vagabanda:[16]

1. "Você Sempre Será"
2. "Versos Mudos"
3. "Reflexos do Amor"
4. "Por Mais que Eu Tente"

## Repercussão
A temporada gerou muita aceitação e é considerada uma das melhores do seriado. Pelo site BuzzFeed, foi eleita a melhor temporada. A Vagabanda foi a primeira banda na história da série, a canção que faz a banda vencer um concurso foi disponibilizada na internet e foi campeã de downloads. Além disso, Marjorie Estiano seguiu carreira de cantora depois de sua participação.

### Audiência
Sua maior audiência é de 42 pontos, com picos de 49, alcançada no dia 19 de outubro de 2004. Neste capítulo, Marcela, fã obsessiva de Gustavo,  tenta empurrar Letícia do alto de uma construção. Sua menor audiência foi 24 pontos, alcançada nas vésperas de Natal e Ano novo. Teve média geral de 32 pontos, a maior da história do folhetim.

### Prêmios
Por sua atuação na novela, o protagonista Guilherme Berenguer venceu na categoria "Melhor Ator Revelação" no Melhores do Ano de 2004, e o IV Prêmio Jovem Brasileiro de Melhor Ator. Já a antagonista Marjorie Estiano ganhou o Premio Pop Tevê de melhor atriz revelação e o IV Prêmio Jovem Brasileiro de Melhor Atriz.